# 閃擊英雄
《閃擊英雄》（德語：Erinnerungen eines Soldaten，意為“一個士兵的回憶”；英文版翻譯為Panzer Leader，意為“裝甲指揮官”）是德意志第三帝國將軍海因茨·古德里安的自傳。 這本書是作者在戰後被盟國監禁期間寫的，描述了古德里安在第二次世界大戰之前和第二次戰爭期間在德國的裝甲部隊中的服役情況。

## 漢譯版
- 《闪击英雄—古德里安大战回忆录》钮先钟譯，陕西师范大学出版社 ISBN 978-7-5613-3079-1
- 《閃擊英雄》戴耀先譯，民主與建設出版社 ISBN 978-7-5139-0610-4